# Hemisilurus moolenburghi
Hemisilurus moolenburghi är en fiskart som beskrevs av Weber och De Beaufort, 1913. Hemisilurus moolenburghi ingår i släktet Hemisilurus och familjen malfiskar. Inga underarter finns listade i Catalogue of Life.